# Línia Oder-Neisse

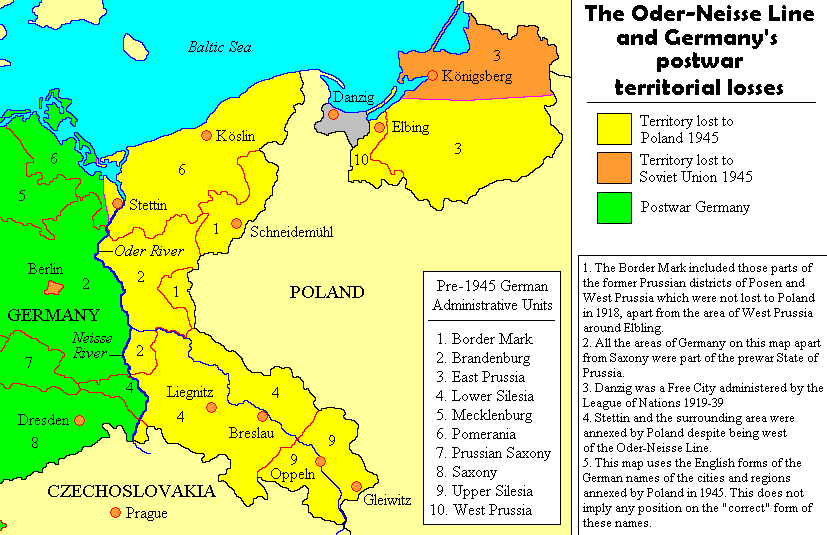
La línia Oder-Neisse

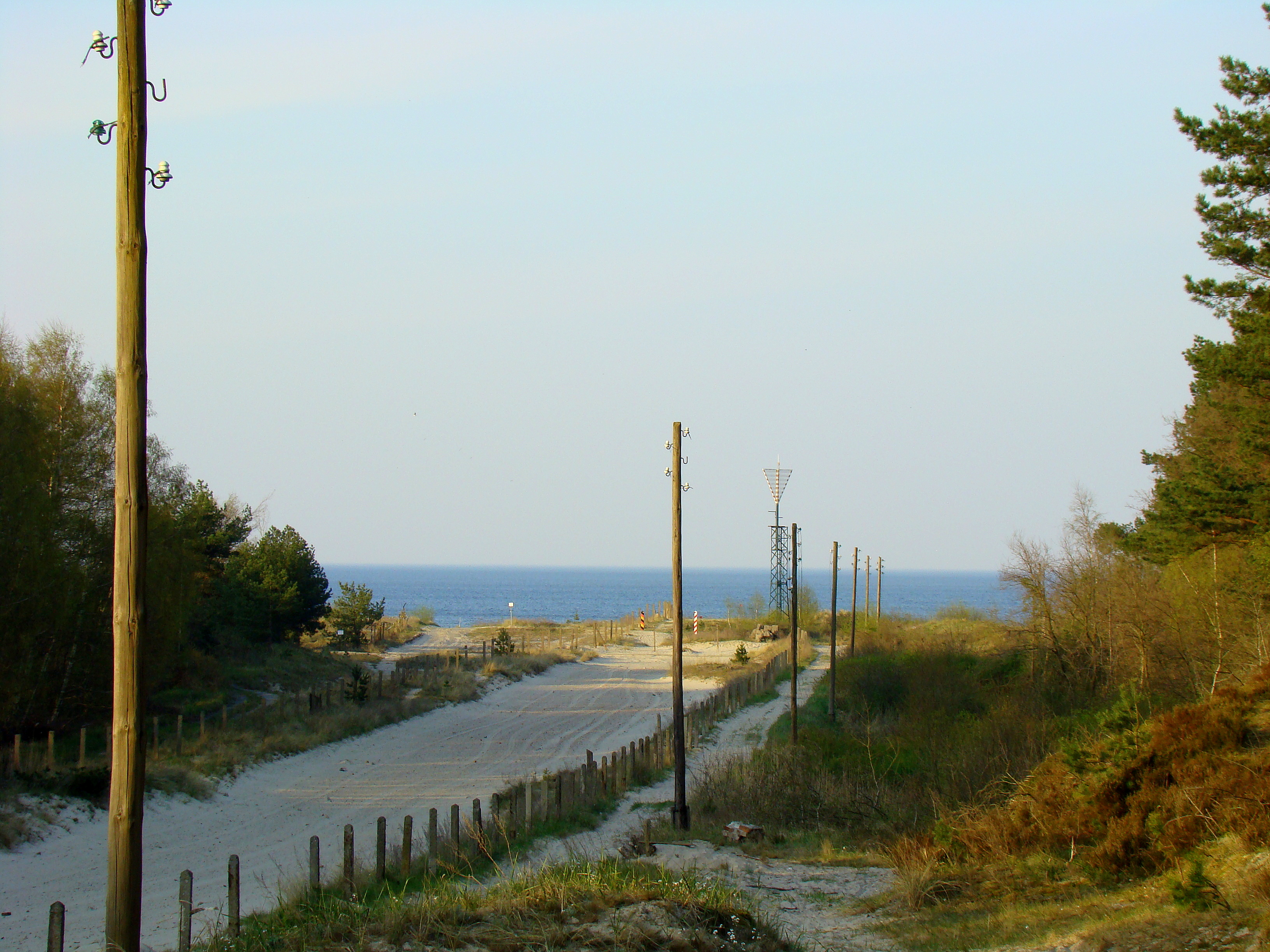
La línia Oder-Neisse a Usedom

La línia Oder–Neisse (en polonès:granica na Odrze i Nysie Łużyckiej, en alemany:Oder-Neiße-Grenze) és la frontera entre Alemanya i Polònia que es va traçar a conseqüència de la Segona Guerra Mundial. La línia està formada principalment pel riu Oder i el riu Neisse de Lusàcia i arriba a la mar Bàltica a l'oest dels ports de mar de Szczecin (en alemany: Stettin) i Świnoujście (Swinemünde). Tots els antics territoris alemanys de l'est d'abans de la guerra a l'est d'aquesta línia (que representaven el 23,8% del territori de l'anterior República de Weimar, la majoria d'ells de l'Estat Lliure de Prússia (1918-1933)) van ser presos per Polònia o per la Unió Soviètica abans de la guerra, i la gran majoria de la seua població alemanya va ser morta o bé va ser expulsada a la força. La línia Oder-Neissen va formar la frontera entre la República Democràtica Alemanya (l'Alemanya de l'Est) i Polònia de 1950 a 1990. L'Alemanya de l'Est va confirmar aquesta frontera amb Polònia des de 1950 i l'Alemanya Federal de primer la va refusar però finalment l'acceptà l'any 1970. L'any 1990 la nova Alemanya reunificada i la República de Polònia van signar un tractat reconeixent aquesta frontera.
El curs baix del riu Oder havia estat la frontera occidental de Polònia des del segle xiii. Abans de la Segona Guerra Mundial la frontera occidental de Polònia amb Alemanya va quedar fixada en el termes del Tractat de Versalles de 1919. Pomerèlia i l'Alta Silèsia va quedar dividida deixant zones poblades per minories poloneses, altres de pobles eslaus en el costat alemany, i algunes minories alemanyes en el costat polonès. A més, la frontera va deixar Alemanya dividida en dues parts pel Passadís polonès i l'ndependent Estat Lliure de Danzig, el qual tenia una majoria de població urbana alemanya, però que va ser separat d'Alemanya per tal d'assegurar a Polònia l'accés al Mar Bàltic. En la postguerra, a Polònia, la línia Oder-Neisse va ser descrita com el resultat de les negociacions entre els comunistes polonesos i Stalin. Actualment es creu que la decisió va ser adoptada per Stalin per poder controlar tant a polonesos com a alemanys.